# Rudolf Hess
Rudolf Walter Richard Heß, psáno také Hess, (26. dubna 1894 Alexandrie – 17. srpna 1987 Západní Berlín) byl německý nacistický politik. V NSDAP působil jako Stellvertreter des Führers (Vůdcův zástupce). Byl také Hitlerovým druhým nástupcem (po Hermannu Göringovi).

## Dětství
Rudolf Heß byl syn bohatého bavorského obchodníka Fritze Heße a Clary Heßové (rozené Münchové). Měl dva sourozence, bratra Alfreda (* 1897) a sestru Margaretu (* 1908). První léta svého života strávil Rudolf s rodiči v Egyptě nedaleko Alexandrie, kde navštěvoval německou protestantskou školu. V roce 1908 (po narození Margarety) se jeho rodina vrátila do Německa, Rudolf poté studoval na internátní škole v Bad Godesbergu. Otec si přál, aby se poté Rudolf zapojil do rodinného podniku, a tak ho v roce 1911 poslal studovat do Švýcarska. Po třech letech převzal Rudolf v Hamburku rodinný podnik Hess & Co.

## První světová válka

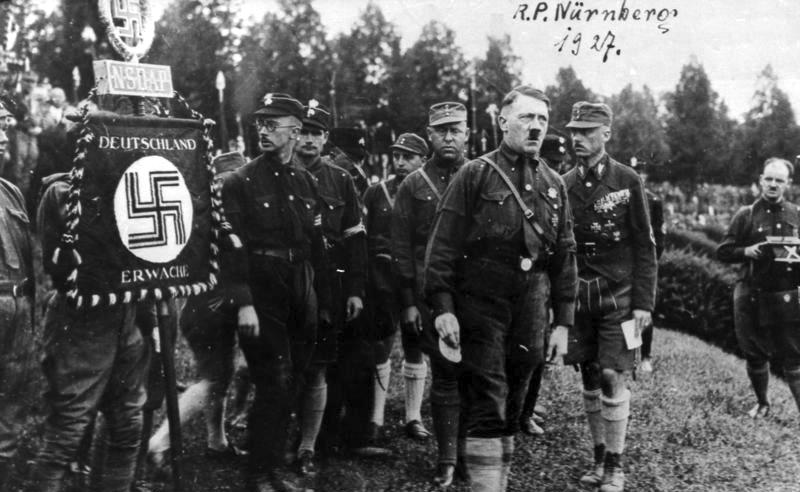
Nacisté v černých košilích v roce 1927. Zleva: Heinrich Himmler, Rudolf Hess, Gregor Strasser, Adolf Hitler, Franz von Salomon

Do armády vstoupil jako dobrovolník k sedmému bavorskému dělostřeleckému pluku pár týdnů po začátku první světové války. Sloužil na západní frontě a účastnil se také první bitvy u města Ypry. V listopadu 1914 byl přidělen k Prvnímu pěšímu pluku v Arrasu, kde byl roku 1915 povýšen do hodnosti gefreiter a vysloužil si železný kříž druhé třídy. V červnu 1916 byl v bitvě u Verdunu zasažen šrapnelem do levého ramene a strávil měsíc na zdravotní dovolené. Poté se vrátil do verdunské oblasti, kde bojoval do prosince téhož roku.
Později byl povýšen na velitele čety v 10. rotě 18. bavorského záložního pěšího pluku, který bojoval v Rumunsku. Zde byl zraněn (zasažena levá ruka a prostřelen hrudní koš nedaleko páteře) a následně ošetřen v maďarské nemocnici. Později byl převezen do Německa a navržen na vyznamenání Železným křížem, který mu ale nakonec nebyl udělen. Dne 25. října 1917 byl na přání svého otce převezen do nemocnice v Bad Alexandersbadu nedaleko jeho domova.
Po rekonvalescenci se chtěl stát pilotem a tak po Vánocích roku 1917 odjel do Mnichova, aby podstoupil letecký výcvik, který dokončil v říjnu 1918. Dne 14. října byl přidělen k bavorské stíhací peruti. Účast na bojových akcích mu překazil konec války.

## Meziválečná kariéra
Po válce začal studovat Mnichovskou univerzitu, stal se členem společnosti Thule, podílel se na činnosti Freikorpsů a v květnu 1920 se stal členem NSDAP (členská legitimace č. 16). Za svou účast na Pivním puči strávil sedm a půl měsíce ve vězení společně s Adolfem Hitlerem, kde se jako jeho osobní sekretář spolupodílel na psaní Hitlerovy knihy Mein Kampf. V roce 1932 převzal po Gregoru Strasserovi úřad předsedy Politické ústřední komise NSDAP, o rok později pak byl jmenován vůdcovým zástupcem v NSDAP, stal se poslancem, Obergruppenführerem SS a říšským ministrem. Vrcholu dosáhla jeho kariéra v době vypuknutí druhé světové války, kdy se v roce 1938 stal členem tajné vládní rady a v roce 1939 ministerským radou říšské obrany. Oficiálně byl jmenován po Göringovi druhým Hitlerovým nástupcem. Pak už následoval jen postupný ústup z výsluní, za kterým do velké míry stál Martin Bormann.

## Druhá světová válka

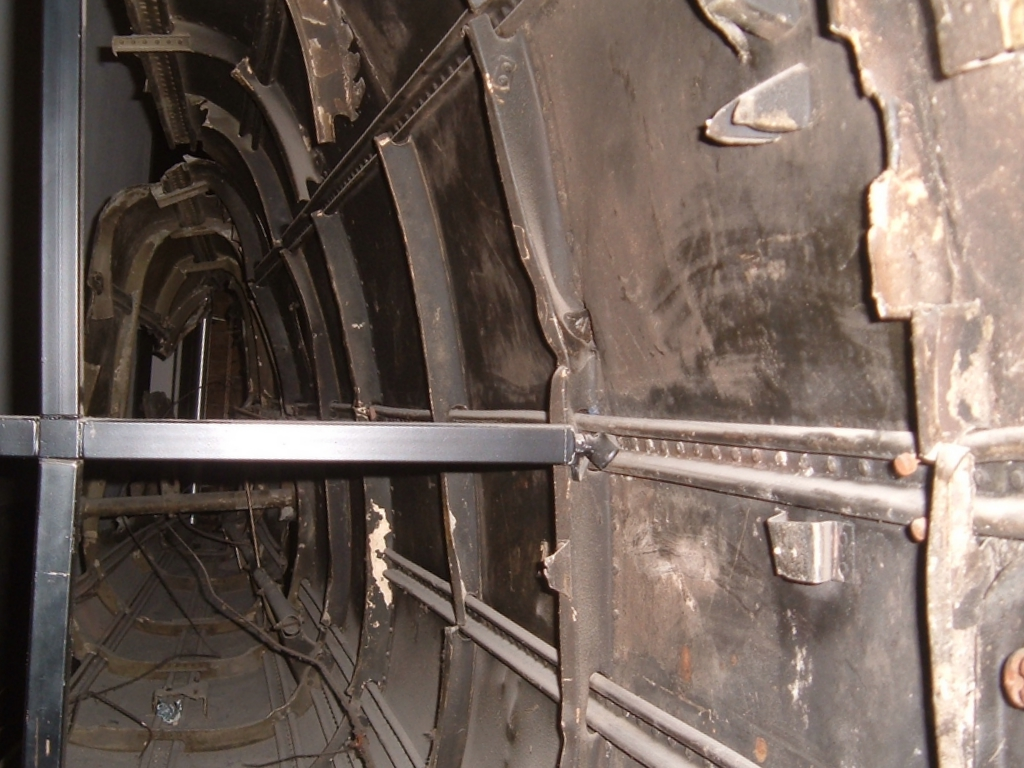
Část z vraku Hessova letadla Bf 110

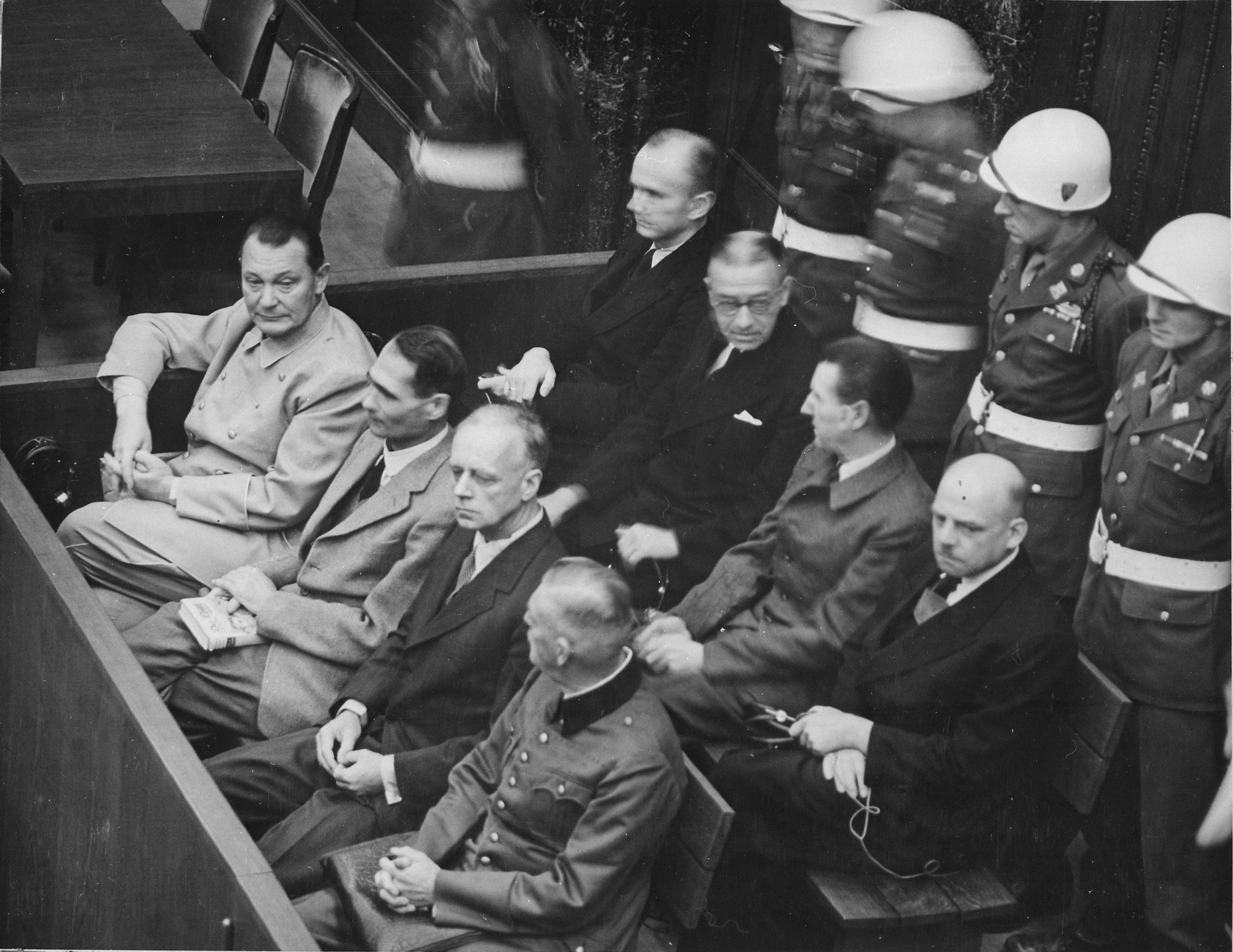
Rudolf Heß při Norimberském procesu (první řada, druhý zleva)

Po vypuknutí druhé světové války byl odpůrcem války Německa s Velkou Británií, přičemž se snažil iniciovat mírová jednání. Dne 10. května 1941 odletěl Messerschmittem Bf 110 bez vědomí ostatních vysokých představitelů Třetí říše vyjednávat s Jiřím VI. o příměří se Spojeným královstvím. Z letounu vyskočil padákem u Renfrewshire a po přistání byl zadržen a vězněn v londýnském Toweru. Do konce války byl vězněn v rozlehlém domě na anglickém venkově. Zde se také pokusil o sebevraždu skokem ze schodiště prvního patra.

## Norimberský proces
Během Norimberského procesu byl obviněn z přípravy války a následně odsouzen k doživotnímu vězení. To jako jediný z odsouzených skutečně vykonal. Proti jeho dlouhotrvajícímu věznění se stavělo z různých důvodů mnoho historiků, politiků či právníků (mj. Hartley Shawcross nebo Michail Gorbačov).

## Smrt
Rudolf Heß zemřel v roce 1987 v 93 letech. Jeho smrt je kontroverzní, podle nejčastěji uváděné verze se oběsil. Zejména jeho syn Wolf Rüdiger Hess však prohlašoval, že jeho otec byl zavražděn britskými vojáky a vzhledem ke svému zdravotnímu stavu by ani nebyl sebevraždy schopen. Pochován byl ve Wunsiedelu, kde se u jeho hrobu konaly akce neonacistů, avšak v roce 2011 byl exhumován, zpopelněn a jeho popel byl rozsypán do moře.

## Vyznamenání
- Železný kříž, II. třídy
- Řád Krve
- Zlatý stranický odznak
- Služební vyznamenání NSDAP, zlaté – za 25 let

údaje použity z: ruská Wikipedie-Гесс, Рудольф

### Film
- Fantom ze Spandau. Belgie, 2020. V orig. Le Fantôme de Spandau. Scénář a režie Marie Calvas, Idriss Gabel. [Autorkou filmu je vnučka Hessova zpovědníka, vězeňského kaplana Charlese Gabela. V dokumentárním filmu se ve vzpomínkách vrátil do věznice Spandau a kromě svého vztahu k vězni popsal do detailu podmínky ve vězení. Vyprávění doložil dopisy, fotografiemi a dalšími dokumenty.]